# Приблизителна съгласна
Приблизителните съгласни (апроксимантни) представляват съгласен звук, чието учленение се получава, когато езикът се приближава до неподвижен учленителен орган в устната кухина, но не достатъчно близко, за да създаде турбулентен въздухопоток или да го препятства изцяло. Поради тази особеност, приблизителните съгласни се числят между проходните съгласни (създаващи бурен въздухопоток) и гласните (които не създават турбулентност, а по-скоро леко завихряне). Към този разряд гласни звукове спадат страничните приблизителни съгласни като [l], нестраничните като [ɹ] и някои полугласни като [j] или [w]

### Средни/междинни приблизителни съгласни
- звучна двубърнена приблизителна съгласна [β̞] (⟨β⟩)
- звучна устнено-зъбна приблизителна съгласна [ʋ]
- звучна зъбна приблизителна съгласна [ð̞] (⟨ð⟩)
- венечна приблизителна съгласна [ɹ]
- ретрофлексна приблизителна съгласна [ɻ ] (гласна [ɚ])
- небна приблизителна съгласна [j] ([i])
- заднонебна приблизителна съгласна [ɰ] (гласна [ɯ])
- мъжечна приблизителна съгласна [ʁ̞] (⟨ʁ⟩)
- глътъчна приблизителна съгласна [ʕ̞] (гласна [ɑ]; ⟨ʕ⟩)
- надгръклянникова приблизителна съгласна [ʢ̞] (⟨ʢ⟩)

### Странични приблизителни съгласни
При този подразряд съгласни, езикът напълно се допира до горното небце, като допирът се осъществява предимно със страничната част на езика, повдигайки я чак до зъбите.
- венечна странична приблизителна съгласна [l]
- ретрофлексна странична приблизителна съгласна [ɭ]
- небна странична приблизителна съгласна [ʎ]
- заднонебна странична приблизителна съгласна [ʟ]
- веларизирана венечна странична приблизителна съгласна [ɫ] или [lˠ]

### Нарочни приблизителни съгласни сотносително учленение
- лабиализирана (оустнена) заднонебна приблизителна съгласна [w] (гласна [u])
- лабиализирана (оустнена) небна приблизителна съгласна [ɥ] или [jʷ] (гласна [y])

### Беззвучни приблизителни съгласни
Беззвучните приблизителни съгласни рядко биват различавани от беззвучните проходни. Понякога към нарочния знак в МФА се прибавя диакритическият знак за беззвучност (малко кръгче под или над символа).
- беззвучна венечна странична приблизителна съгласна [l̥]
- беззвучна небна приблизителна съгласна [j̊]
- беззвучна лабиализирана небна приблизителна съгласна [ɥ̊] или [j̊ʷ]
- беззвучна лабиализирана (оустнена) заднонебна приблизителна съгласна [ʍ] или [w̥]
- беззвучна гръклянова приблизителна съгласна [h]

### Носови приблизителни
- носова небна приблизителна съгласна [j̃]
- носова устнено-заднонебна приблизителна съгласна [w̃]
- беззвучна носова гласилкова приблизителна съгласна [h̃]